# Харалд Хауптман
Харалд Хауптман (на немски Harald Hauptmann) е роден на 19 април 1936 г. в гр. Раткай, окръг Тропау, Чехословакия. Починал на 2 август 2018 г.). Той е немски археолог - праисторик.

## Биография
Харалд Хауптман е син на учител в гр. Раткай, Чехословакия. В края на Втората световна война семейството му е принудено да напусне  Судетите и се изселва в гр. Еслинген на р. Некар, Германия. Там, през 1956 г., завършва хуманитарна гимназия. След това учи в университите в: Тюбинген, Саарланд и Хайделберг. През 1964 г. получава докторска степен в Университета в Хайделберг. Темата на дисертацията му и „Находки от по-ранния период Димини от Арапи Магула в Тесалия“. Негов научен ръководител е Владимир Милойчич. Именно той насочва интереса му и към ранната праистория на Югоизточна Европа. Важна роля при израстването му като праисторик изиграва и Адам Фалкенщайн, който го запознава с древните култури на Близкия изток.
През 1965-1966 год получава стипендия за пътуване от Германския археологически институт. Тогава обикаля различни страни от Югоизточна Европа и Близкия изток. През периода 1966 - 1971 г. работи като консултант по праисторията на Мала Азия в Истанбулския отдел на Германския археологически институт в гр. Истанбул. През 1972 г става асистент в Свободния университет в гр. Берлин, където, през 1978 г завършва своята хабилитация.
През 1978 г. започва работа в Университета в Хайделберг, на мястото на своя академичен учител Владимир Милойчич. През 1980 г. е назначен за професор по праистория, ранна история и близкоизточна археология в същия университет. Там работи до 1994 г. като редовен професор, а след това и като почетен такъв. Бил е научен ръководител на 35 докторанти.  Един от неговите академични ученици е и Джоузеф Маран, който наследява Харалд Хауптман като професор в същия университет. 
През 1994 г. Хауптман става директор на Германския археологически институт в Истанбул, наследявайки Волф Кьонигс. След пенсионирането си през 2001 г. той е заместен от Адолф Хофман.

## Научна дейност
Харалд Хауптман провежда археологически проучвания в Турция и Пакистан. Заедно със своя ученик Клаус Шмид, той започва археологическото проучване на известното култово селище Гьобекли тепе (Göbekli Tepe) намиращо се в югоизточена Анатолия, Турция. Той е автор на няколко монографии свързани с археологията на Балканите, Гърция, Близкия изток и Пакистан.
През 1989 г. става първият директор на изследователския център „Скални изкуства и надписи на Каракорум“ към Хайделбергската академия на науките, където се изследват и културно-историческото скално изкуство на Каракорум. От 1993 до 2004 г. е председател на Международната комисия за изследване на балканската праистория. По време на научния дебат за Троя, проведен в Университета Тюбинген, той е един от критиците на Манфред Корфман по отношение виждането, че Троя VI е бил древен анадолско-староориенталски градски комплекс.
През 2013 г. правителството на Пакистан използва услугите на професор Харалд Хауптман и го ангажира, в качеството му на консултант, за опазване на скалните релефи и рисунки, които ще бъдат наводнени при построяване на язовирът Diamer-Bhasha. Там са регистрирани 95 археологически обекта, 75 комплекса със скално изкуство, включващи 5 759 гравирани скални изображения и каменни структури, покрити с 37 116 пиктограми и 3 618 надписа.
Хауптман е редовен член на:  
- Хайделбергската академия на науките от 1992 г.,
- чуждестранен член на Сръбската академия на науките и изкуствата (Катедра по история) от 1997 г.
- редовен член на Судетско-германската академия на науките и изкуствата от 2005 г.[5]
- от 2001 г е почетен член на Institutum Turcicum Scientiae Antiquitatis,
- от 1997 г - член на Румънския институт по тракология,
- от 1990 г - пълноправен член на Германския археологически институт,
- от 1999 г - пълноправен член на Австрийския археологически институт.

## Признание
- През 1998 г. получава Кръстът за заслуги — Орден за заслуги на Федерална република Германия
- През 2002 г. получава Голямата судетско-германската културна награда
- През 2009 г. получава „Звезда за високи постижения“ (Sitara-i-Imtiaz) на Ислямска република Пакистан.

## Публикации
- заедно с Vladimir Milojčić: Die Funde der frühen Dimini-Zeit aus der Arapi-Magula Thessaliens (= Beiträge zur ur- und frühgeschichtlichen Archäologie des Mittelmeerkulturraumes. Band 9). Habelt, Bonn 1969.
- заедно с Wolfram Kleiss: Topographische Karte von Urartu. Verzeichnis der Fundorte und Bibliographie (= Archäologische Mitteilungen aus Iran. Band 3). Reimer, Berlin 1976.
- Die deutschen Ausgrabungen auf der Otzaki-Magula in Thessalien. Teil 3: Das späte Neolithikum und das Chalkolithikum (= Beiträge zur ur- und frühgeschichtlichen Archäologie des Mittelmeer-Kulturraumes. Band 21). Habelt, Bonn 1981, ISBN 3-7749-1325-0.
- Harald Hauptmann (1936–2018). Архив на оригинала от 2021-01-27 в Wayback Machine. Nachruf des Deutschen Archäologischen Instituts, 3. August 2018.

## Публикации за Харалд Хауптман
- Rainer Michael Boehmer, Joseph Maran (Hrsg.): Lux Orientis. Archäologie zwischen Asien und Europa. Festschrift für Harald Hauptmann zum 65. Geburtstag. (= Internationale Archäologie – Studia honoraria Bd. 12). Leidorf, Rahden/Westfalen 2001, ISBN 3-89646-392-6.
- Harald Hauptmann. In: Dagmar Drüll: Heidelberger Gelehrtenlexikon 1933–1986. Springer-Verlag. Heidelberg, Berlin 2009, ISBN 978-3-540-88834-5, S. 257 f.
- Clemens Lichter: Harald Hauptmann – Ein Heidelberger Hochschullehrer. In: Anatolian Metall VI (= Der Anschnitt Beiheft 25). Bochum 2013, S. 11–18 (Digitalisat).
- Joseph Maran: Harald Hauptmann (19. 4. 1936–2. 8. 2018). In: Jahrbuch der Heidelberger Akademie der Wissenschaften für 2018. Heidelberg 2019, S. 187–192 (Digitalisat).